# جون فلين (لاعب كرة قاعدة)
جون فلين (بالإنجليزية: John Flynn)‏ هو لاعب كرة قاعدة أمريكي، ولد في 7 سبتمبر 1883 في بروفيدنس في الولايات المتحدة، وتوفي بنفس المكان في 23 مارس 1935.

## وصلات خارجية
- جون فلين على موقعبيزبول رفرنس.كوم (الدوري الرئيسي) (الإنجليزية)
- جون فلين على موقعبيزبول رفرنس.كوم (الدوري الثانوي) (الإنجليزية)